# Чорај-Велич
Чорај-Велич (алб. Çorraj-Veliç) је насељено место у општини Тропоја у округу Кукеш, Албанија. Према попису из 1989. године био је 291 становник.
Чорај-Велич су једно од насеља племена Битићи.